# OldVersion.com
OldVersion.com — софт-портал, который хранит и распространяет более старые freeware и shareware версии программного обеспечения для Microsoft Windows и Macintosh, запущенный 31 мая 2001 года Александром Викторовичем Левиным и Игорем Долгалевым.

## История
Левин создал сайт, оттого, что «компании делают очень много новых версий. И они не всегда лучше старых для потребителя». Как сообщалось в «Wall Street Journal», «пользователи часто пытаются осуществить даунгрейд, когда они находятся в растерянности от изменений в новой версии, в случае обнаружения ошибки в программном обеспечении или просто решают вернуться к более привычной версии», — говорит Дэвид Смит, аналитик в исследовательской компании Gartner. Но пользователи часто обнаруживают для себя, что процесс даунгрейда является сложным, а иногда и невозможным.
Когда OldVersion.com был запущен, то сайт сразу предложил 80 версий 14 программ. В 2005 году были опубликованы более 500 версий. На 30 августа 2010 года эта отметка выросла до 2869 версий к 192 программ, в таких категориях, как «графика», «обмен файлами», «безопасность» и «предприятие», «интернет», «утилиты» и прочих. Также на сайте существует около 600 версии к 35 программам для Macintosh.
PC World назвал сайт «кладом старого, но лучшего программного обеспечения», а National Review назвал OldVersion.com «чемпионом» по «консервированию программного обеспечения».